# Gaskromatografi

Principskiss för gaskromatografi, där de blå och de röda molekylerna separeras.

Principskiss av en gaskromatograf. 1 = gasförsörjning (rörlig fas). 2 = injektor där provet tillförs. 3 = kolonn (stationär fas), vanligen i en ugn. 4 = detektor, i detta fall en flamjonisationsdetektor som matas med väte och luft. 5 = registrering av signalen från detektorn.

Gaskromatografi (GC efter engelskans gas chromatography) är en typ av kromatografi som används inom kemisk analys för att separera och analysera kemiska föreningar i ett prov. I gaskromatografi är den rörliga fasen en gas, normalt vätgas, helium eller kvävgas, vilket betyder att gaskromatografi enbart kan användas för att separera och analysera ämnen som kan förångas utan att sönderdelas. De ämnen som analyseras med GC är vanligen organiska föreningar eller gaser. Den stationära fasen i gaskromatografi är enderas vätskeformig eller fast.
Gaskromatografi kan bland annat användas för att analysera kemiska ämnens renhet och förekomst av föroreningar. Metoden har bred användning inom kvalitetskontroll av kemiska produkter och inom forskning. Ett instrument för att genomföra gaskromatografi kallas gaskromatograf.

## Gaskromatografens uppbyggnad

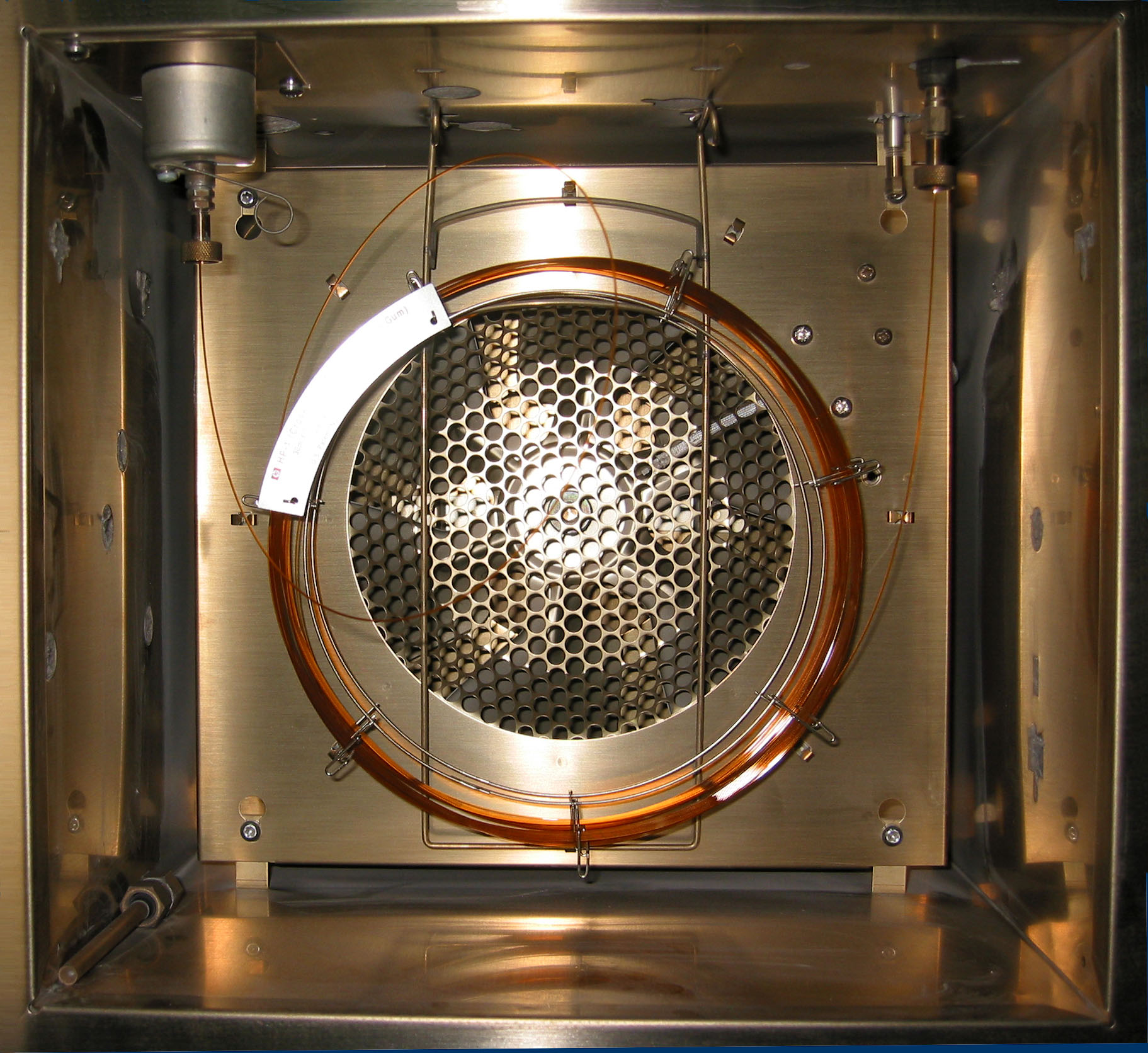
En kapillärkolonn i en gaskromatograf. Kolonnen befinner sig i en ugn inuti gaskromatografen för att hålla rätt temperatur. Bilden är tagen med öppnad ugnslucka.

En gaskromatograf är uppbyggd kring en kromatografikolonn där den stationära fasen finns. För att kunna användas för kemisk analys behöver prover kunna tillföras den rörliga fasen (gasen) före den går in i kolonnen, och det måste finnas en detektor efter kolonnen som detekterar när olika ämnen passerat kolonnen.
Den vanligaste formen av gaskromatografi är kapillär-GC där den stationära fasen finns på väggarnas insida i långt och smalt rör, en kapillär, som kallas kapillärkolonn. Röret utgörs enderas av smält kiseldioxid (silika), ett glasliknande material, eller ett metallrör. En kapillärkolonn kan variera i längd från några meter upp till 150 m och innerdiametern mellan 0,10 och 0,53 mm beroende på den typ av analys som skall utföras. En typisk kapillärkolonn är 30 meter lång och har en innerdiameter av 0,25 mm. Den stationära fasen inuti kapillärkolonnen är ofta baserad på polyetylenglykol (PEG) eller polydimetylsiloxan (PDMS). Stationärfaslagret som sitter på innerväggarna har en typisk tjocklek på 0,25 µm. Kapillärkolonnen är ihoprullad till ett kompakt format, och värms normalt i en ugn i gaskromatografen för att fungera optimalt.
Prover tillförs gaskromatografen via en injektor, där ett septum säkerställer att inte gas från omgivningen läcker in. Proverna är normalt i flytande form, ofta blandat med ett lösningsmedel. Prover kan injiceras manuellt med en liten injektionsspruta eller med hjälp av en automatisk provtagningsutrustning. I injektorn förångas provet.
De två vanligaste typen av detektor vid gaskromatografi är flamjonisationsdetektor (FID) och värmeledningsdetektor (TCD). En flamjonisationsdetektor bygger på att gasen efter kolonnen passerar en brinnande gaslåga. När gasen innehåller andra ämnen, joniseras dessa i lågan och detta kan detekteras på elektrisk väg. En flamjonisationsdetektor detekterar enbart att det finns ett annat ämne i gasen, inte vilket ämne det rör sig om. En värmledningsdetektor mäter värmeledningsförmågan hos gasen efter kolonnen. När andra ämnen finns i gasen, ändras värmeledningsförmågan. 

## Funktionssätt
I likhet med andra kromatografiska metoder bygger gaskromatografi på att kemiska ämnen som transporteras av den rörliga fasen interagerar på olika sätt med den stationära fasen i kapillärkolonnen, vilket innebär att olika ämnen passerar kolonnen med olika hastighet. Olika kolonner används för att kunna separera och analysera olika ämnen, beroende på ämnenas volatilitet (kokpunkt och ångtryck, vilket i sin tur bland annat bestäms av deras molekylmassa) och deras funktionella grupper. Bland annat finns icke-polära kolonnen och kolonner av varierande polaritet. Detta åstadkoms exempelvis genom att den polydimetylsiloxan som utgör den stationära fasen innehåller varierande andelar av dimetyl-, difenyl-, eller cyanopropylfenylgrupper.

## Användning inom gasseparation
I så kallad packad GC har den stationära fasen belagts i ett tunt lager på kiseldioxidpartiklar som packats i ett glas- eller stålrör. En sådan kolonn kan ha en längd av 0,5–1 m och en innerdiameter av cirka 1–2 mm. Kapillär-GC har en mycket större förmåga att separera ämnen jämfört med packad GC. Packad GC används främst för att separera gaser.

## Gaskromatografi kombinerad med masspektrometri

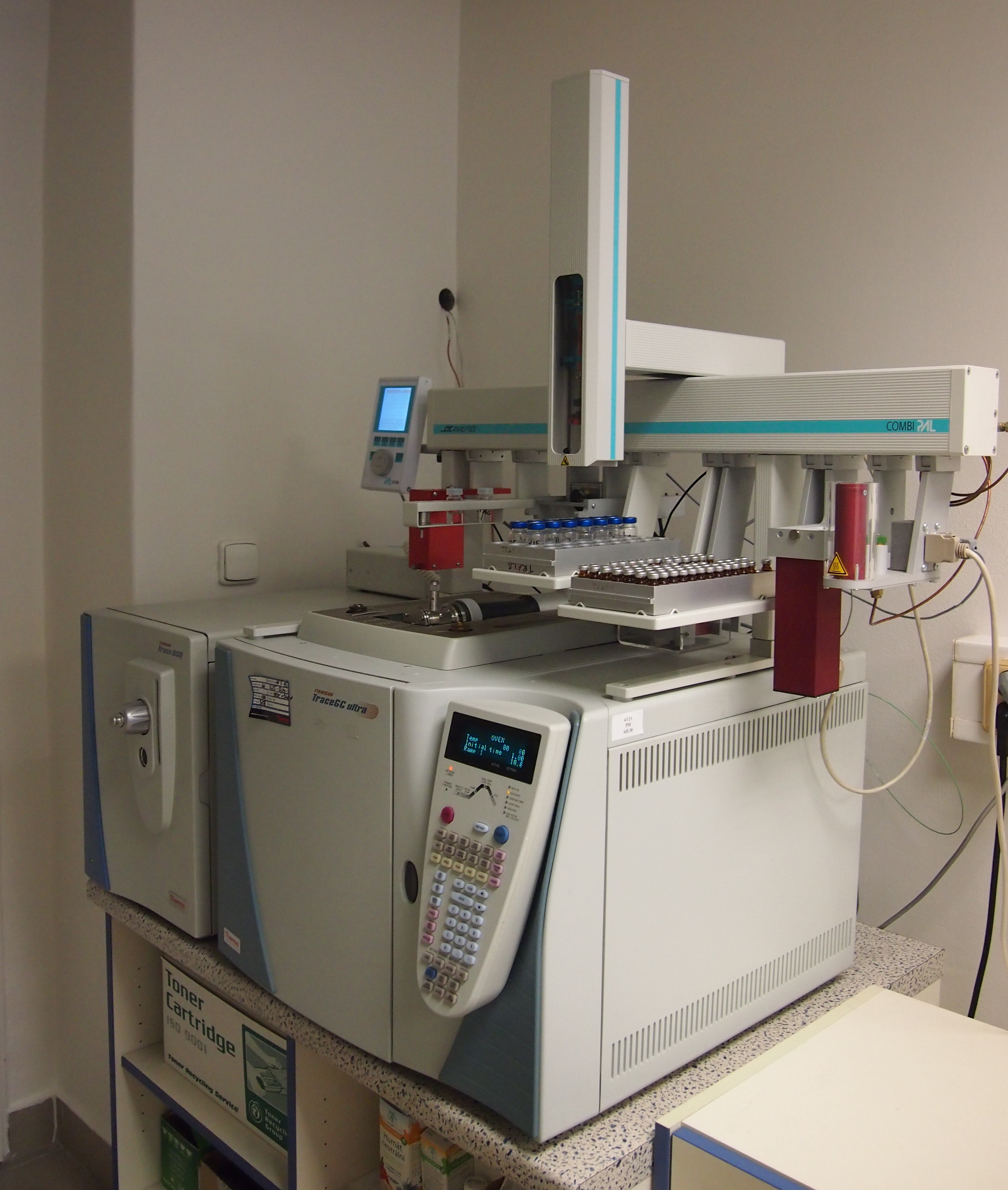
En GC-MS-utrustning, en gaskromatograf kombinerad med en masspektrometer.

Man kan också koppla gaskromatografen till en masspektrometer (MS) och på så sätt kan man få masspektra på de substanser som separeras i gaskromatografen. På så sätt kan man få en mycket säker identifiering av substanserna. Kombinationen kallas GC-MS.